# Пустельна війна
Пустельна війна — термін, який використовується для опису військових операцій, які відбуваються в пустелях або подібних до них посушливих чи напівпосушливих умовах.
Війна в пустелі відрізняється від інших видів війни в інших умовах і місцевостях тим, що пустеля зазвичай вважається дуже несприятливим середовищем для людей. Спекотні денні і холодні нічні температури, дефіцит їжі, води і рослинності, а також відсутність укриттів безпосередньо впливають на те, як діють збройні сили в пустельних умовах.

## Властивості і тактика

### Стратегічне значення міст
Оскільки пустеля є малонаселеним і ресурсодефіцитним середовищем, захоплення ключових міст має вирішальне значення для контролю над важливими ресурсами, зокрема чистою водою, та забезпечення військ постачанням. Це робить облоги частішим явищем у традиційних війнах, оскільки оборонці зазвичай укріплюють свої позиції для захисту міст, що їх забезпечують.

### Камуфляж і укриття
Більшість пустель характеризуються обмеженою кількістю помітних орієнтирів, що ускладнює навігацію і логістику. Відсутність природних та штучних укриттів також ускладнює ефективне використання камуфляжу та маскування.

### Мобільність
Мобільність відіграє ключову роль у війні в пустелі, що пояснює активне використання бронетехніки, як це було під час Першої та Другої битв при Ель-Аламейні у Північноафриканській кампанії Другої світової війни. Через стратегічну важливість мобільності бої в пустелі іноді порівнюють із морськими битвами, оскільки захоплення території має менше значення, ніж розташування танків чи інших броньованих підрозділів.
На відміну від інших типів місцевості, пересування в пустелі часто можливе в будь-якому напрямку завдяки відкритому простору. Однак дефіцит ресурсів обмежує свободу пересування, оскільки логістика відіграє критичну роль. Для перетину великих відстаней в умовах пустелі військові часто використовують кавалерію або інші засоби транспорту, що допомагають зменшити фізичне навантаження на солдатів, які зазнають значного зневоднення через високі температури.
Серед основних загроз для бійців у пустелі — авіація та бронетехніка противника, оскільки місцевість не надає достатньо укриттів. Додатковою складністю є піщані дюни, які можуть впливати на пересування, оскільки нестабільний ґрунт ускладнює рух і може спричинити просідання або навіть засипання піском.

### Дефіцит води
Брак води та екстремальна спека створюють додаткові труднощі під час бойових дій у пустелі. Військові споживають значно більшу кількість води через активне потовиділення, що обмежує тривалість операцій і вимагає значних запасів води. Вода також є стратегічним фактором, що може змушувати війська змінювати дислокацію в пошуках джерел водопостачання.

### Атаки на лінії постачання
У контексті партизанської війни пустельні простори ускладнюють захист довгих ліній постачання великими силами. Партизанські загони можуть використовувати тактику засідок, змушуючи противника розосереджувати війська для охорони залізниць та іншої інфраструктури, що суттєво збільшує витрати на ведення війни. Така тактика була успішно застосована Т. Е. Лоуренсом під час Арабського повстання проти Османської імперії.

## Галерея

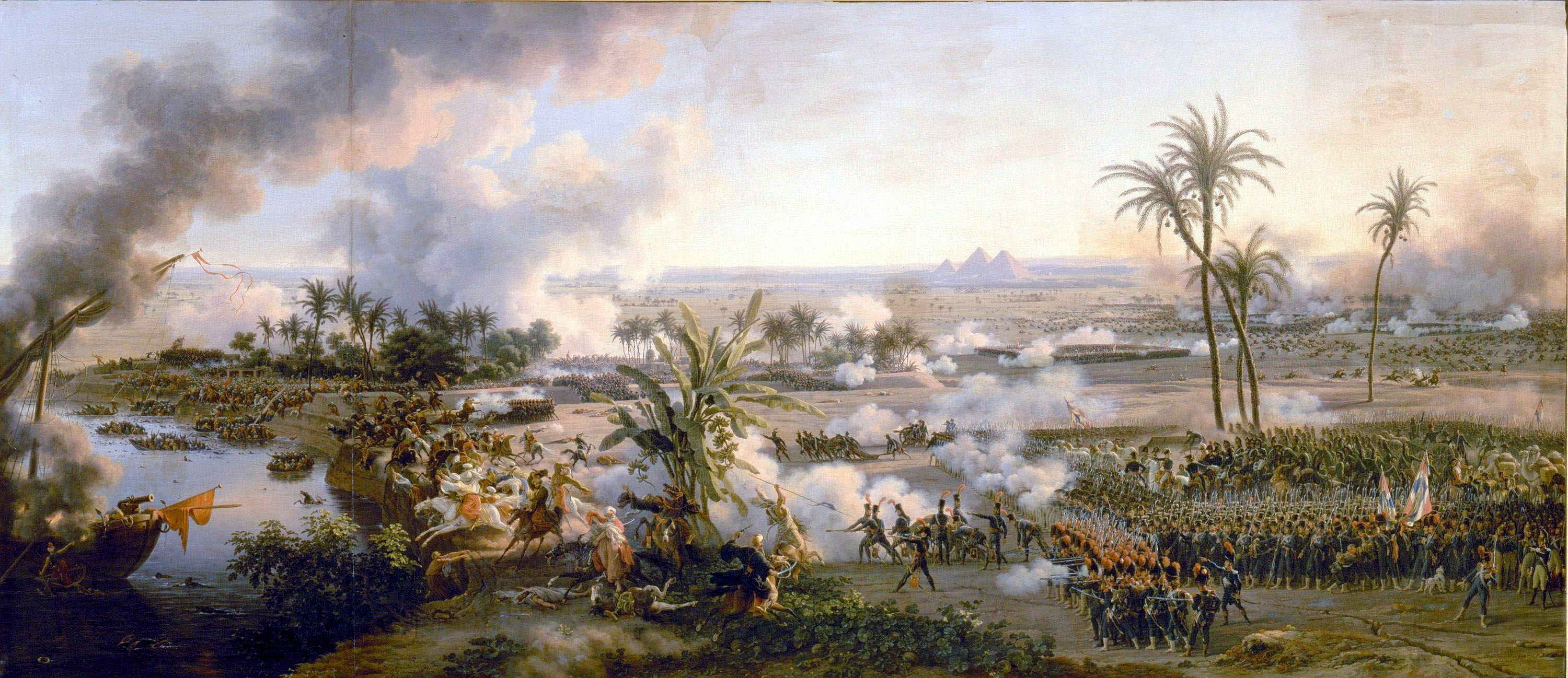
Загальний вигляд битви за піраміди, 21 липня 1798 року. Єгипетська кампанія (1798-1801)
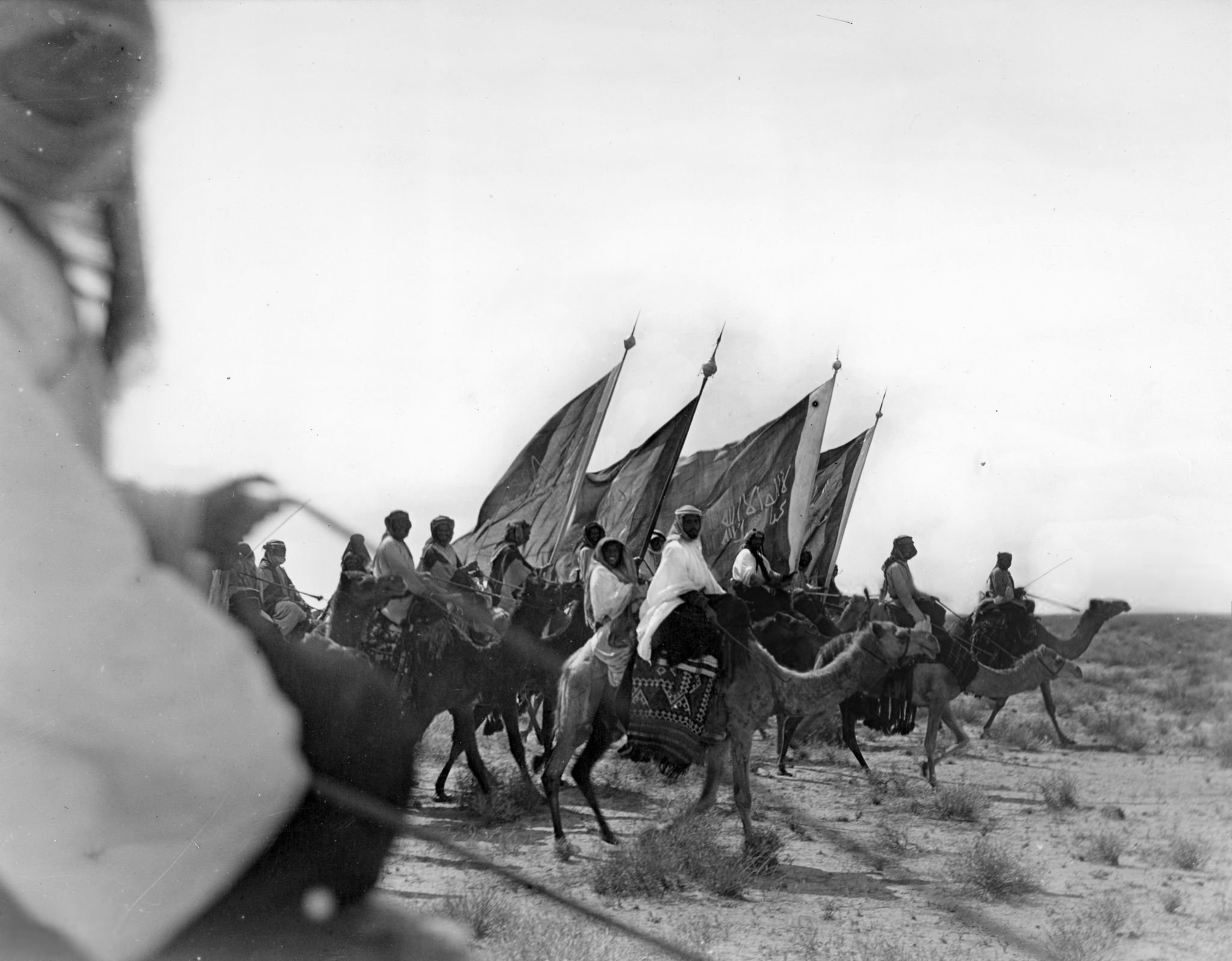
Бедуїнські верблюди іхванської армії на Аравійському півострові, бл. 1911
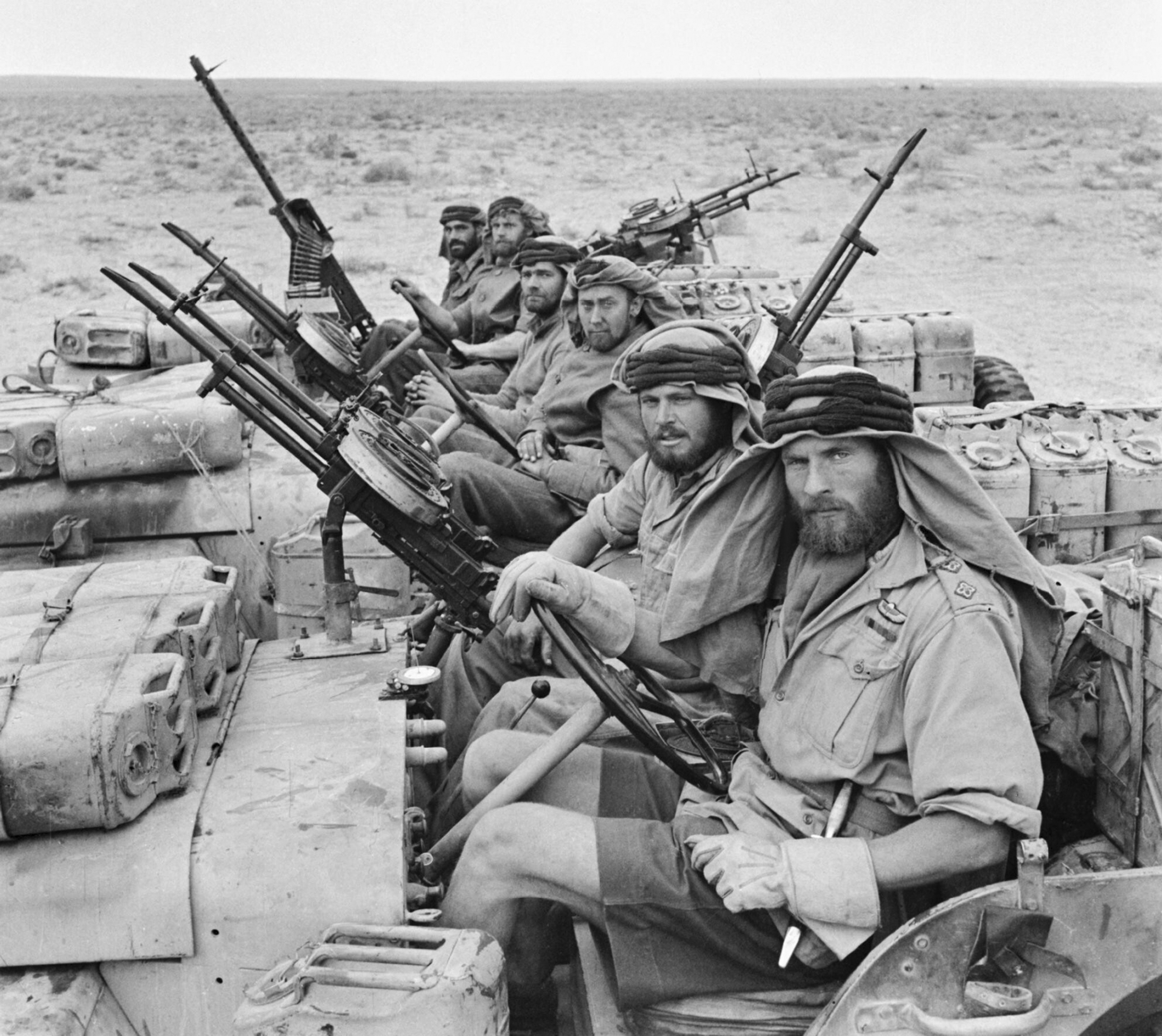
Британський патруль SAS на джипах під час Північноафриканської кампанії Другої світової війни
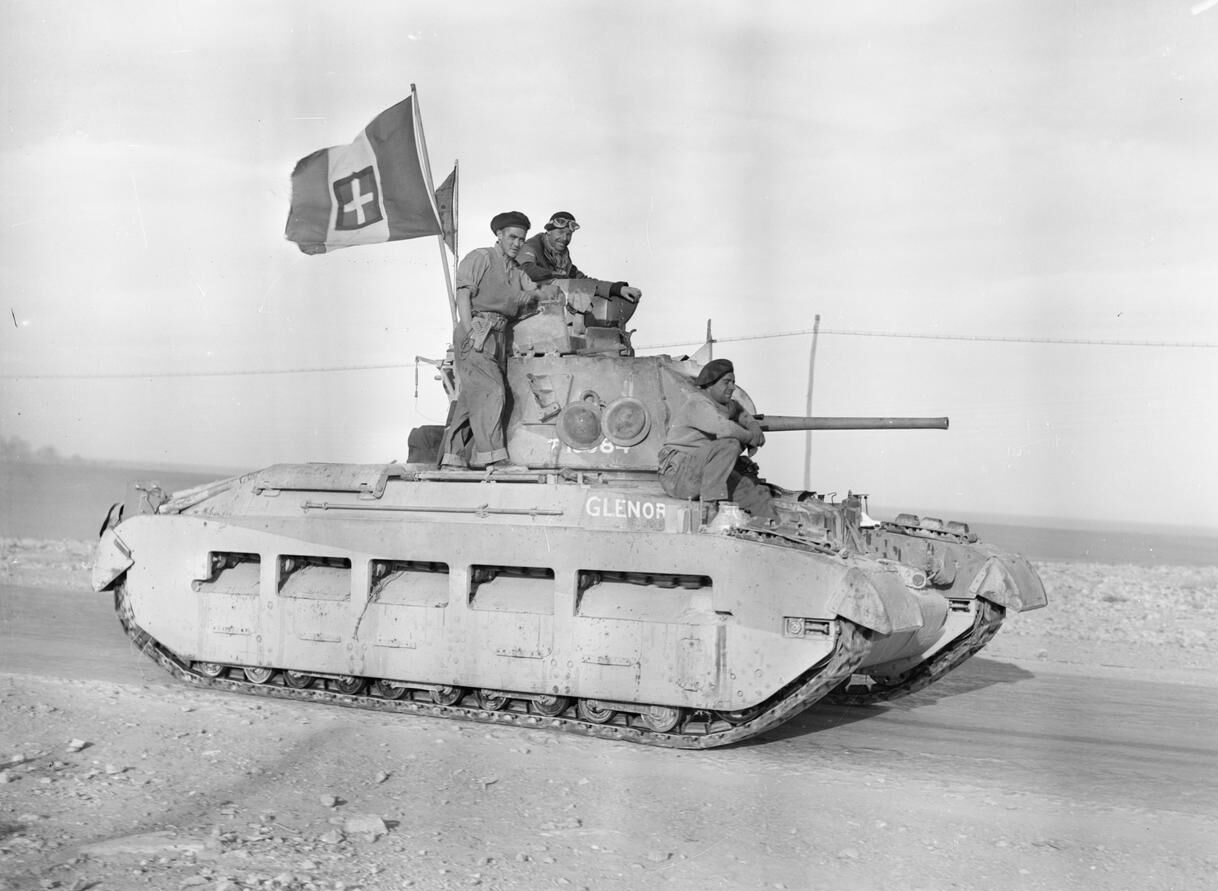
Британський танк Matilda Mk II в ході операції «Компас», демонструє італійський прапор, захоплений під Тобруком, 24 січня 1941
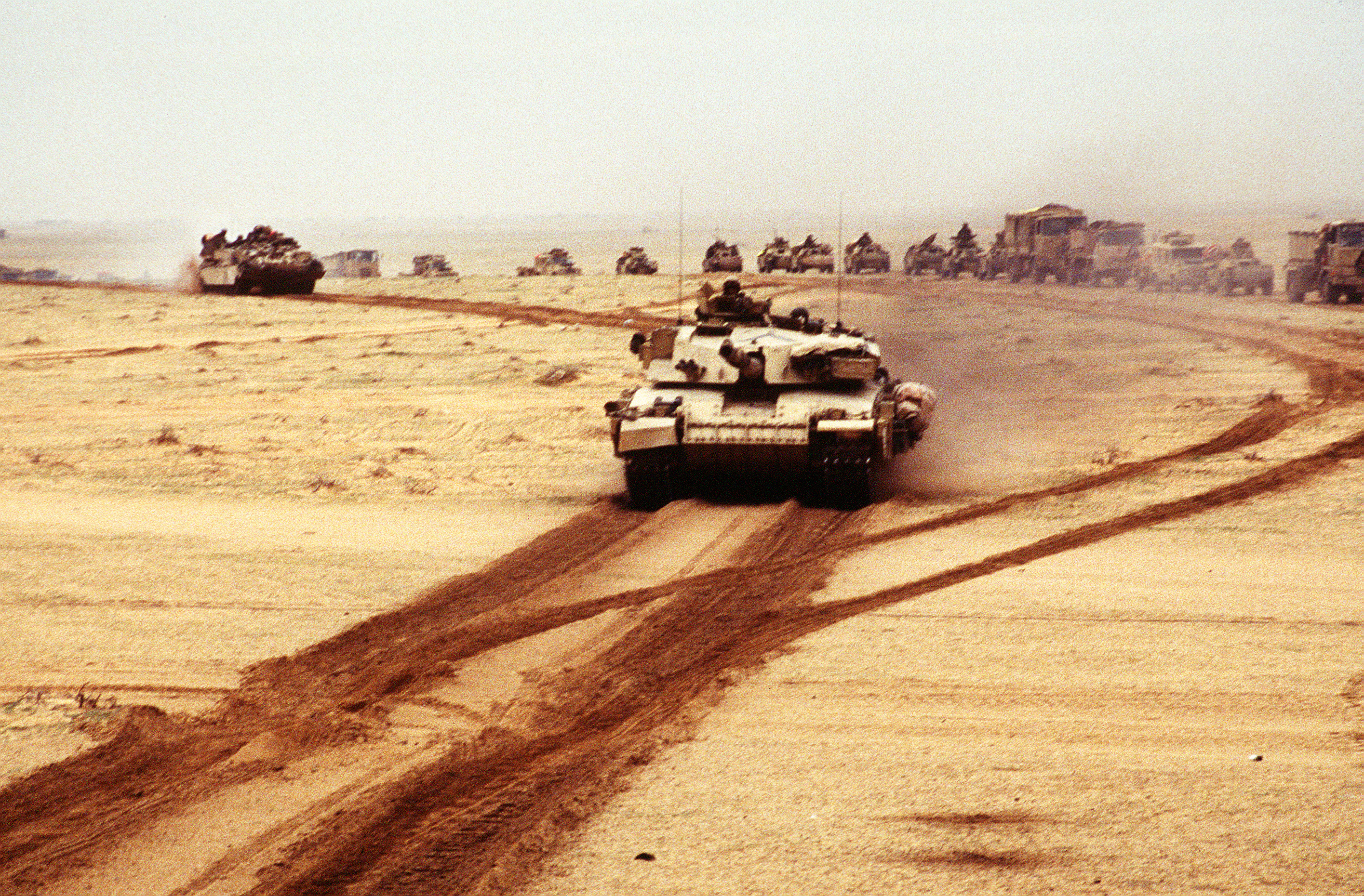
Британський основний бойовий танк Challenger 1 рухається разом з іншою бронетехнікою союзників під час операції «Буря в пустелі».